# 5450 Сократ
5450 Сократ (5450 Sokrates) — астероїд головного поясу, відкритий 24 вересня 1960 року.
Тіссеранів параметр щодо Юпітера — 3,304.